# 白尾鹞

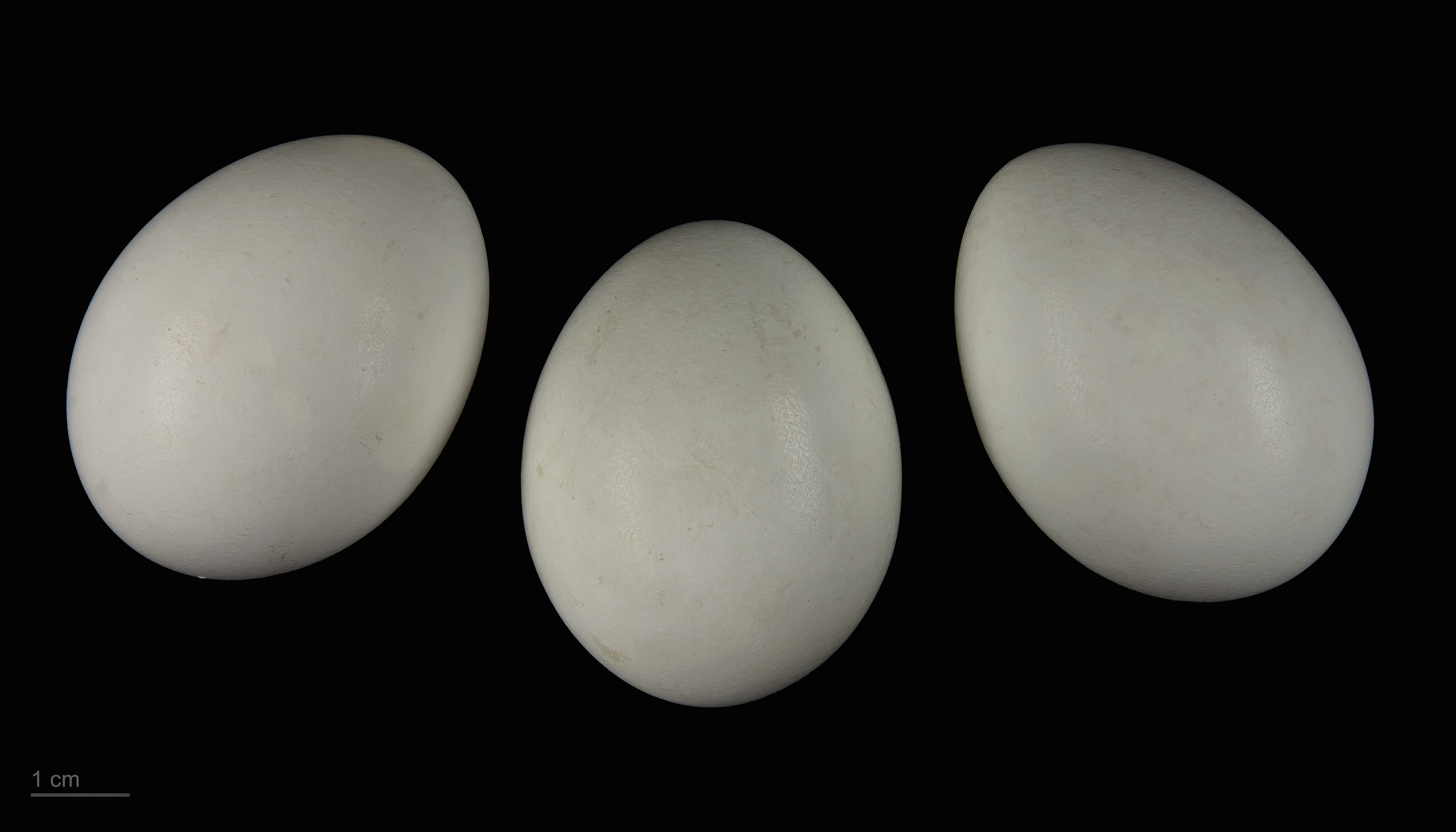
卵 Circus cyaneus

白尾鹞（学名：Circus cyaneus），为鹰科鹞属的鸟类。多生活于沼泽以及牧场。该物种的模式产地在欧洲、非洲。
它會在冬季遷徙到更南方的地區。歐亞大陸的鳥類會移動到南歐和南方溫帶亞洲。在氣候最溫和的地區，如法國和大不列顛，灰澤鵟全年都可能出現，但冬季高地大多無人居住。
北方澤鵟曾被認為是灰澤鵟的一個亞種。

## 分類
1758年，英國博物學家喬治·愛德華茲在他的《自然史拾遺》（Gleanings of Natural History）第一卷中包括了一幅灰澤鵟的插圖和描述。他使用了英文名稱「藍鷹」。愛德華茲的手工上色蚀刻是基於一隻在倫敦附近被射殺的鳥。 1766年，瑞典博物學家卡爾·林奈在更新他的Systema Naturae時，將灰澤鵟與隼和鷹一起歸入隼屬（Falco）。林奈包含了一個簡短的描述，創造了二名法Falco cyaneus，並引用了愛德華茲的作品。 灰澤鵟現在被歸入由法國博物學家貝爾納·熱爾曼·德·拉塞佩德於1799年引入的鷂屬（Circus）。 屬名Circus源自古希臘語kirkos，指的是因盤旋飛行而命名的猛禽（kirkos, "circle"）。種小名cyaneus來自拉丁語，意為「深藍色」。 該物種是單型的：沒有亞種被認可。
灰澤鵟曾被認為與北方澤鵟為同種異名。

## 描述

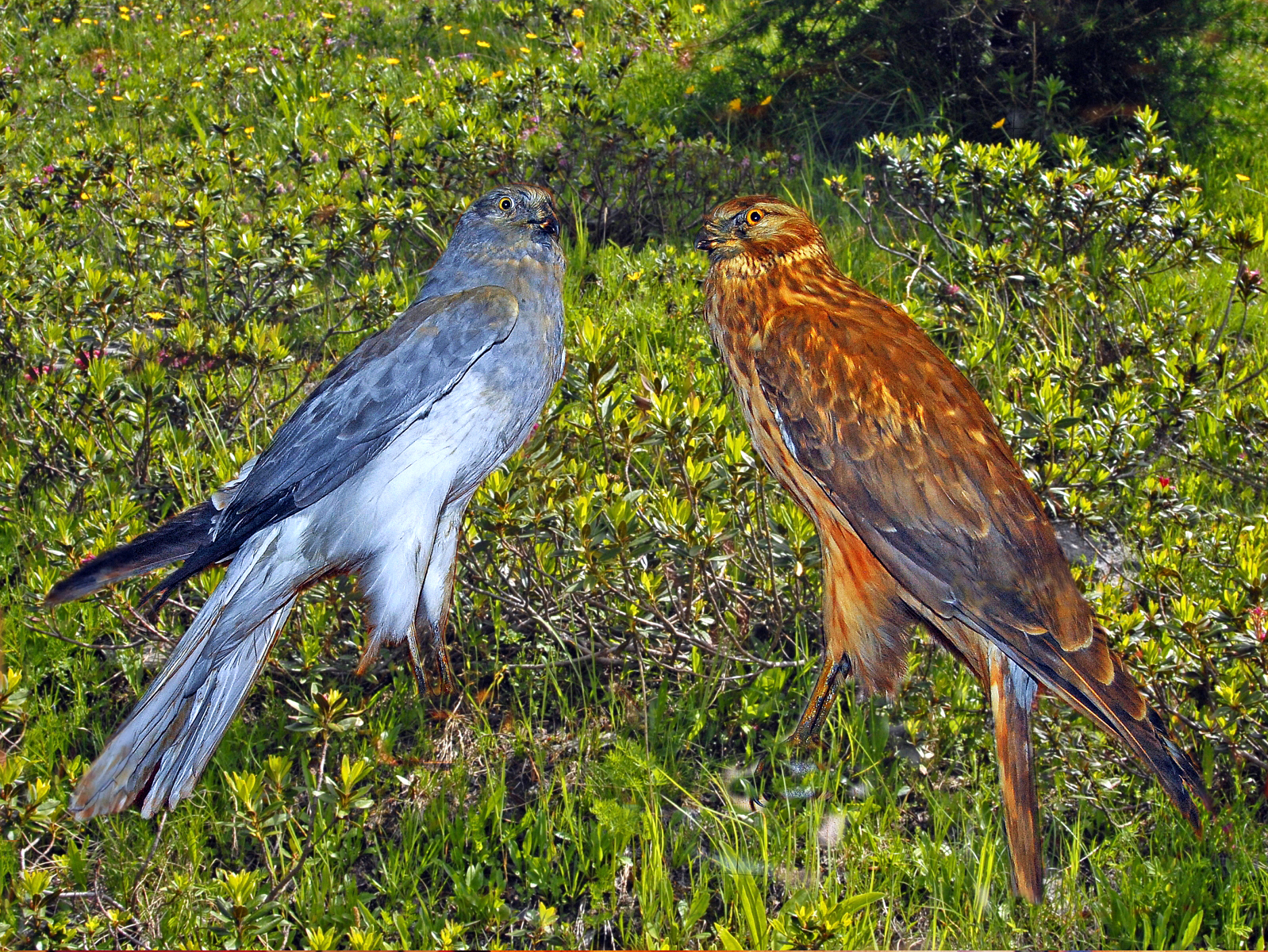
Circus cyaneus (雄鳥與雌鳥)

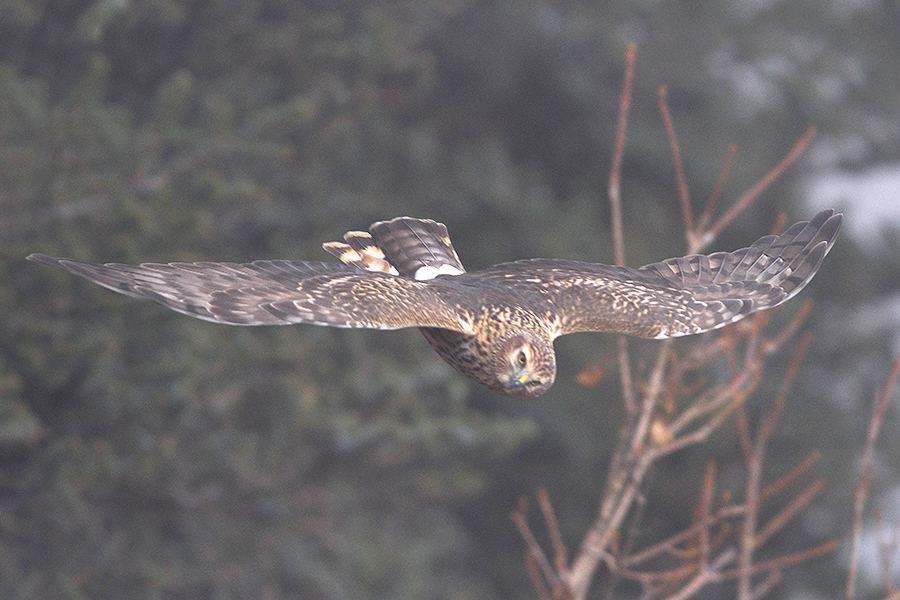
11月份，在海拔超過 12,500 英尺的地方飛行, 攝於潘戈拉卡野生動物保護區, 甘托克縣，印度

灰澤鵟身長41—52 cm（16—20英寸），翼展97—122 cm（38—48英寸）。 它的外觀類似其他鷂屬鳥類，擁有明顯的雄性和雌性羽色差異。兩性在體重上也有差異，雄性重290至400 g（10至14 oz），平均350 g（12 oz），雌性重390至750 g（14至26 oz），平均530 g（19 oz）。 在標準測量中，翅膀弦長32.8至40.6 cm（12.9至16.0英寸），尾羽長19.3至25.8 cm（7.6至10.2英寸），跗骨長7.1至8.9 cm（2.8至3.5英寸）。 它的翅膀和尾巴相對較長。
雄鳥背部主要為灰色，腹部為白色，除了上胸部與背部一樣為灰色，尾底為白色；翅膀為灰色，翼尖為黑色。雌鳥背部為棕色，上尾覆羽為白色，因此雌鳥和相似的幼鳥常被稱為「環尾」。它們的腹部為帶有棕色條紋的褐色。 幼鳥看起來像雌鳥，但有較少的橫紋，次級飛羽為深棕色，腹部條紋較少。
雌鳥在接收食物時會發出一種哨音piih-eh，而當受到驚擾時則發出chit-it-it-it-it-et-it的警告聲。雄鳥的叫聲為chek-chek-chek，在展示飛行中會發出更有彈性的chuk-uk-uk-uk。

## 行為
這種中等大小的猛禽繁殖於泥炭沼地、沼澤、草原、農田、濕地、草地、沼澤以及其他開闊地區。雄鳥的領地平均為2.6 km2（1.0 sq mi），但領地範圍可以從1.7至150 km2（0.66至57.92 sq mi）不等。
這是少數已知實行多妻制的猛禽之一——一隻雄鳥會與多隻雌鳥交配。一個繁殖季中最多有五隻雌鳥與一隻雄鳥交配。在奧克尼群島進行的一項補充餵養實驗顯示，多妻制的比例受到食物供應的影響；獲得額外食物的雄鳥比那些沒有額外食物的「對照」雄鳥擁有更多的繁殖雌鳥。
巢築於地面或泥土或植被堆上。巢由樹枝組成，內部鋪有草和樹葉。雌鳥通常產下四至八顆（極少數2到10顆）白色鳥蛋。蛋的大小約為47 mm × 36 mm（1.9英寸 × 1.4英寸）。蛋由雌鳥孵化，孵化期為31到32天。在孵化期間，雌鳥待在巢中，而雄鳥狩獵並將食物帶給她和小鳥。雄鳥會在小鳥孵化後幫助餵養，但通常不會長時間看護牠們，時間通常不超過5分鐘。 雄鳥通常會將食物交給雌鳥，雌鳥再餵給幼鳥，雌鳥後期會自己捕食並將食物直接放入巢中讓幼鳥自行進食。幼鳥在約36天大時會離巢，但雌鳥要到2歲，雄鳥要到3歲才達到繁殖年齡。
冬季時，灰澤鵟是一種生活在開闊地區的鳥，並且會集體過夜，常與灰背隼和沼澤鷂一起。

### 狩獵行為
這是一種典型的鷂，它用呈淺V字形的長翅膀低空飛行捕食，緊緊地貼著下面的地形起伏。灰澤鵟主要獵捕小型哺乳動物，就像大多數鵟一樣。牠們的食物多達95%由小型哺乳動物組成。然而，牠們也會定期獵捕鳥類，尤其是雄鳥。偏好的鳥類獵物包括開闊地的雀形目鳥類（例如麻雀、雲雀、鷚），小型鷸鴴類，以及水禽和雞形目幼鳥。偶爾會補充兩棲動物（尤其是青蛙）、爬行動物和昆蟲（尤其是直翅目）。 當有蝙蝠出現時，該物種也會捕獵蝙蝠。 有時會捕食較大的獵物，如兔子和成年的鴨子，鷂已知會將這些獵物淹死在水中。 鷂通過在開闊地區低空飛行突然襲擊獵物，通常在田野和高沼地上空滑翔時捕獵。 鷂會在一個區域盤旋數次，傾聽並尋找獵物。牠們經常利用聽覺來尋找獵物，因為牠們作為日間活動的猛禽，擁有極佳的聽覺，這是牠們貓頭鷹般臉盤的功能。 這種鷂在滑翔於狩獵場時通常非常嘈雜。

### 死亡率與競爭
有關灰澤鵟壽命的信息很少。已知最長壽的灰澤鵟壽命為16年零5個月。然而，成鳥通常不會活過8年。早期死亡主要源於掠食。掠食卵和雛鳥的掠食者包括浣熊、臭鼬、獾、狐狸、鴉屬的鴉和烏鴉、狗和貓頭鷹。雌雄親鳥都會以警告聲和利爪攻擊潛在的掠食者。短耳鴞是該物種的天然競爭者，牠們喜愛相同的獵物和棲地，並且擁有相似的廣泛分布。有時，鷂和短耳鴞會互相騷擾，直到對方放下獵物，然後將其搶走，這種行為被稱為偷盜寄生。通常，鷂是侵略者，從鴞那裡搶奪獵物。

## 狀態
該物種的分布範圍很廣。雖然有證據表明其種群數量有所下降，但該物種並未被認為接近IUCN紅色名錄中的種群數量下降標準（即十年或三代內下降超過30%）。因此，它被列為「無危」物種。 然而，在英國和愛爾蘭，灰澤鵟的種群處於危急狀態，這主要是由於棲地喪失和在松雞沼澤上的非法捕殺。 僅在英格蘭，就有足夠適合超過300對繁殖灰澤鵟的棲地，但在2022年只有34個成功的巢穴。此外，許多幼鳥甚至無法活過第一年，更別說活到兩歲時首次繁殖了。大多數英國的灰澤鵟棲息在蘇格蘭，但即使在那裡，牠們的種群在2004年至2016年間下降了27%。

## 與人類的關係
在歐洲某些地區，人們相信看到一隻鷂停在房子上是三人將死的預兆。不像許多猛禽，灰澤鵟歷來被農民視為有益，因為牠們吃掉了威脅鵪鶉蛋和破壞農作物的老鼠。鷂有時被稱為「好鷹」，因為牠們不像某些鷹那樣對家禽構成威脅。

## 林業與灰澤鵟

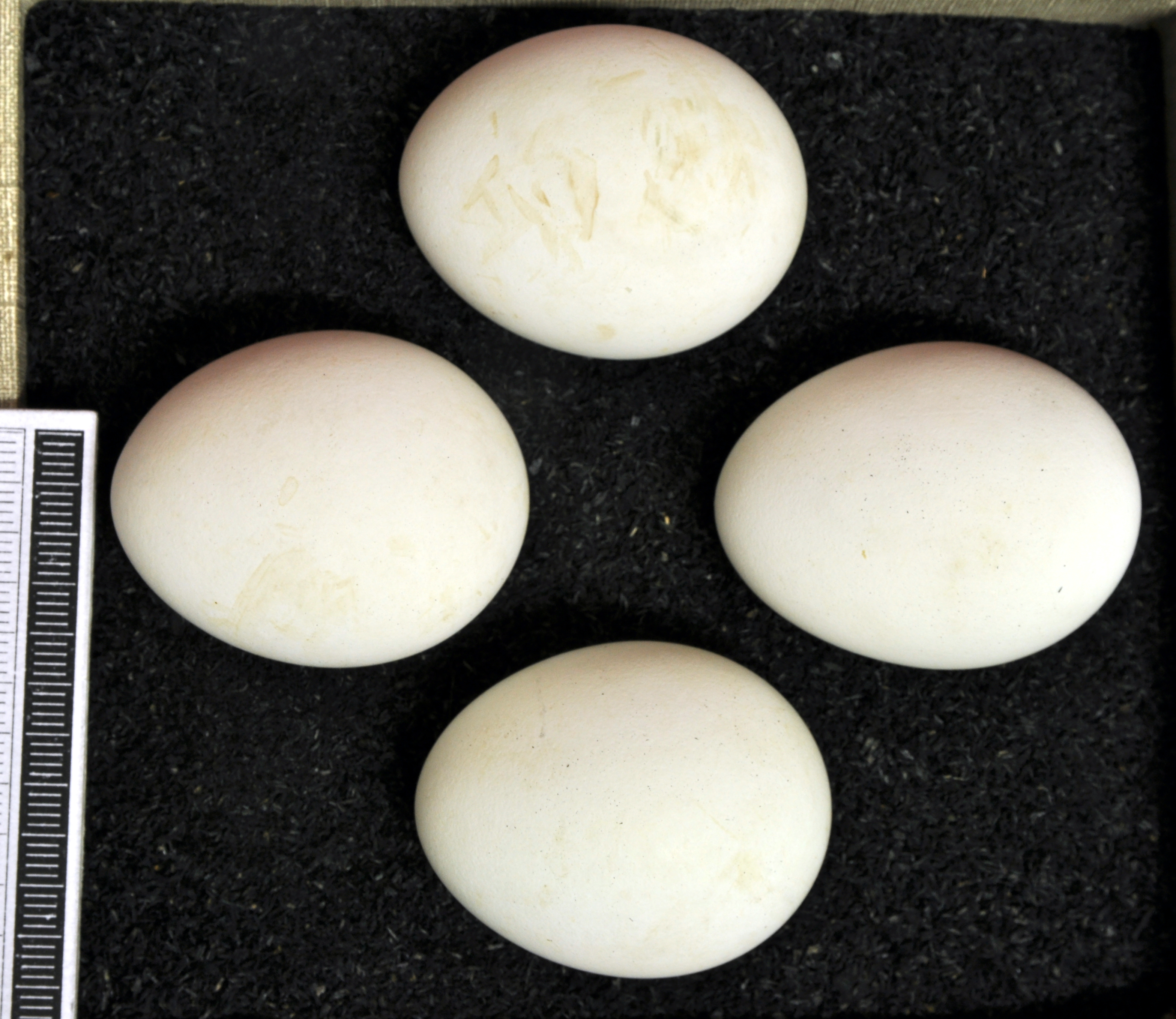
蛋, 收藏於威斯巴登博物館

灰澤鵟是一種生活在開闊棲地如石南荒原和大規模農業區的鳥類。然而，牠們的大部分分布範圍，特別是在愛爾蘭和英國西部的部分地區，已經（並且仍在）被造林，主要種植來自北美的非本地冷杉（如北美雲杉Picea sitchensis）。 灰澤鵟在商業林地的年輕階段築巢和覓食，直到樹冠關閉（通常在9到12年之間），但在樹叢和隨後的生長階段不會有太多利用， 這些階段通常佔據了商業生長週期的2⁄3到3⁄4。當森林取代灰澤鵟使用的棲地時，牠們的整體棲地可用性會因此減少。 然而，當造林發生在灰澤鵟以前利用較少的地區時，從長遠來看，這些地區的價值可能會增加。 如果在森林中保持一個年齡階段的馬賽克結構，使年輕的、未封閉的森林區域始終可用，那麼由森林主導的地區可能仍然適合灰澤鵟生存。

## 保护
- 中国国家重点保护动物等级：二级

## 扩展阅读
- 維基物種上的相關：灰鷂